# یودابلیوسی دیلیجان
یودابلیوسی دیلیجان (انگلیسی: UWC Dilijan) کالج بین‌المللی دیلیجان(۷۱) که حلقه ای از زنجیره مدارس متحد جهانی است در اکتبر ۲۰۱۴م/ ۱۳۹۳ش، در شهر دیلیجان ارمنستان آغاز به کار کرد و پذیرای حدود ۱۰۰ دانش آموز از کشورهای مختلف در سال تحصیلی ۲۰۱۴–۲۰۱۵م شد. آن سال، کالج بین‌المللی دیلیجان چهاردهمین مدرسه در نوع خود بود. تأسیس چنین مدرسه ای در ارمنستان در ۲۰۰۶م از سوی روبِن وارطانیان، کارآفرین ارمنی مقیم روسیه و همسرش ورونیکا زونابند عنوان شد و افرادی دیگر (گاگیک آدیبگیان، ولادیمیر و آنا آودیسیان از روسیه، نوبار و آنا آفه یان از آمریکا، اولِگ مگردچیان از اوکراین و دیگران) به این اقدام پیوستند. پروژه کالج بین‌المللی دیلیجان، در ۲۰۰۶م، با این هدف آعاز شد که تجربه‌های آموزشی جهان و ارزش‌های کالج‌های متحد جهانی را همراه با دانش آموزانی از سراسر جهان به ارمنستان جذب کند. کالج‌های متحد جهانی مدرسه‌هایی ویژه اند برای دانش آموزان دبیرستانی ۱۳–۱۹ ساله. گشایش این مدارس در چارچوب جنبشی جهانی صورت می‌گیرد که آموزش را نیرویی برای همبستگی مردم، ملت‌ها و فرهنگ‌ها و وسیله ای برای صلح و آینده می‌شمارد. کالج‌های متحد جهانی دانش آموزان را به تجربه آموزشی متفاوتی مجهز می‌کنند و آنان را برای تغییرات مثبت در جهان و ایجاد دنیایی صلح آمیز مهیا می‌سازند.